# 쟈니리
쟈니 리(Johnny Lee(본명: 이영길(李英吉)), 1938년 8월 29일~)는 대한민국의 트로트 가수이고, 한때 영화배우로도 잠시 활약했다.

## 생애
만주국 지린 성 지린(現 중화인민공화국 둥베이 지역 지린 성 지린) 출생이며 본명은 이영길이다.
지난날 한때 국민정부 시대 중화민국 대륙 본토 장쑤 성 상하이(現 중화인민공화국 상하이)에서 잠시 유아기를 보낸 적이 있는 그는 이후 조선 땅에 귀국하여 한국 전쟁이 발발하기 전까지 평안남도 진남포에서 초등학교를 다녔다.
한국전이 발발하자 경상남도 부산으로 피난을 갔으며, 1958년에 상경, 1959년에 극단 쇼 보트의 단원이 되었고, 1961년에는 미8군 무대에서도 가수 활동을 하였다.
1966년에는 신세기레코드에서 '뜨거운 안녕', '통금 5분전' , '내일은 해가 뜬다'가 수록된 독집 음반 '쟈니리 가요 앨범'을 취입하였으며, 영화 '청춘대학'에도 출연했다.
1974년에는 미국으로 건너갔으며, 1976년에 잠시 귀국해 재기하였으며, 1978년에는 이훈이라는 예명으로 재즈 음반을 발표하였으나 1980년대 초 하와이로 이민을 갔다.
1995년 9월에는 한국방송공사 빅쇼에서 가수 정원과 우정의 라이벌 무대 특집 방송에 출연하였다.
2015년 1월에는 천연운석 팔찌 광고에 등장하여, 한 장의 화보사진과 함께 싸인(운석팔찌하고 건강하세요)을 남겼다.
2021년에는 신곡 '바보사랑'을 발표하고 활동 중이며, 여러 방송에도 출연하고 있다.

## 이모저모 및 에피소드

### 내일은 해가 뜬다(사노라면)
2004년 9월 16일에 작자 미상으로 알려졌던 '사노라면'의 원곡인 '내일은 해가 뜬다(김문응 작사 길옥윤 작곡)'라는 노래를 부른 가수로 밝혀져 화제가 되었으며, 이를 계기로 가수 활동을 재기하였다.

## 대표곡
- 뜨거운 안녕
- 내일은 해가 뜬다
- 바보사랑

## 예능
- KBS1 《아침마당》
- MBC 《미스터리 음악쇼 복면가왕》- 비대면 남친은 집에 가서 빈대떡이나 부쳐 드세요! 빈대떡 신사 (제160~162대 가왕)